# 一大率
一大率（いちだいそつ、いちたいすい）は、『魏志』倭人伝に記された倭国の官名。伊都国に（魏の帯方郡「治」のような）役所を常設した。女王卑弥呼によって任命された派遣官と考えられる。
日本書紀によると6世紀には大和朝廷によってこの時代の伊都国の隣の奴国にあたる地域に那津官家（なのつのみやけ）、7世紀には筑紫率を長官とする筑紫大宰という役所が置かれたという記録があり一大率の伊都国の周辺、即ち北部九州地域の監察という役割を考えてもそれらの前身の可能性もある。

## 『魏志』倭人伝による記載
倭人伝には、以下のような記載がある。
書き下し文は、「女王國より以北に一大率を置き、特に検察す。諸國は之れを畏れ憚る。伊都國に常治す。國中に於ける刺史の如く有り。」。
現代文は、「女王国は北側に一大率を置いて、特に（＝厳しく）検察している。諸国はこれ（＝女王国）を畏（おそ）れ、気を使っている。伊都国に（魏の帯方郡「治」のような）役所を常設した。国中（＝魏）の刺史と同職のようである。」。
このことから一大率は、邪馬台国から伊都国を含む北方の国々を監察するために派遣された官人であると考えられる。一大率の「率」の字は、漢語系の用字であることから、帯方郡から派遣されてきた官ではないかとする説もある。
また、張明澄によるとこれは一大国の率のことであるという。
日本では「率」を軍団という意味で誤読されているが、本来中国語では「帥」(司令官)の意味であり、よって「一大」は固有名詞である。倭人伝の「一大率」は「一大国の司令官」の意味である。